# 占有
占有（せんゆう、英: possession）とは、物に対して現実に支配管理を行う事実状態。

## ローマ法とゲルマン法
近代的な占有制度はローマ法のポセッシオの制度とゲルマン法のゲヴェーレの制度が合わさって成立した。物を現実に支配管理している事実状態を保護するため、占有という法律事実を法律要件として成立する権利を占有権という。

### ローマ法
ローマ法のポセッシオは、所有権など物の支配を根拠づける権利（本権）とは別に物の事実的支配自体を別に保護する制度である。

### ゲルマン法
ゲルマン法のゲヴェーレは、物を支配している事実は一般に物の支配を根拠づける権利（本権）を表象している（本権の表現形式）とみて保護する制度である。

## 英米法
英米法でも占有は物に対する直接的または間接的な継続した物理的支配状態をいう<。ただし、大陸法と異なり英米法では本権に対する占有権という構成をとらない。そのため英米法のPossessionに「占有権」の訳を用いると混同のおそれがあるといわれている。